# Гольяново (Тверская область)
Голья́ново, ранее Гальяново — деревня на юге Торопецкого района Тверской области. Входит в состав Речанского сельского поселения. Население деревни — 33 человека (2010 год).

## География
Деревня расположена в 15 км (по автодороге — 21 км) к юго-востоку от районного центра Торопец. К северу расположено небольшое озеро Исовец.

## Климат
Деревня, как и весь район, относится к умеренному поясу северного полушария и находится в области переходного климата от океанического к материковому. Лето с температурным режимом +15…+20 °С (днём +20…+25 °С), зима умеренно-морозная −10…−15 °С; при вторжении арктических воздушных масс до −30…-40 °С.
Среднегодовая скорость ветра 3,5—4,2 метра в секунду.

## История
В погосте Псовец, сейчас деревня Гольяново в 1771 году была построена каменная церковь Богоявления Господня. Освящена в 1779, сохранилась до наших дней. Это единственный в окрестностях Торопца восьмилепестковый храм. Закрыт не позже 1930-х, занят складом, позже пустовал.
В списке населённых мест Псковской губернии за 1885 год значится погост Псовцы (Псовец). Располагался при озере Псовец в 14 верстах от уездного города. Входил в состав Хворостьевской волости Торопецкого уезда. Имел 4 двора и 12 жителей.
В 2010 начат ремонт храма.
На карте РККА 1923—1941 годов обозначены деревни Гальяново (28 дворов) и Псовец (3 двора). 

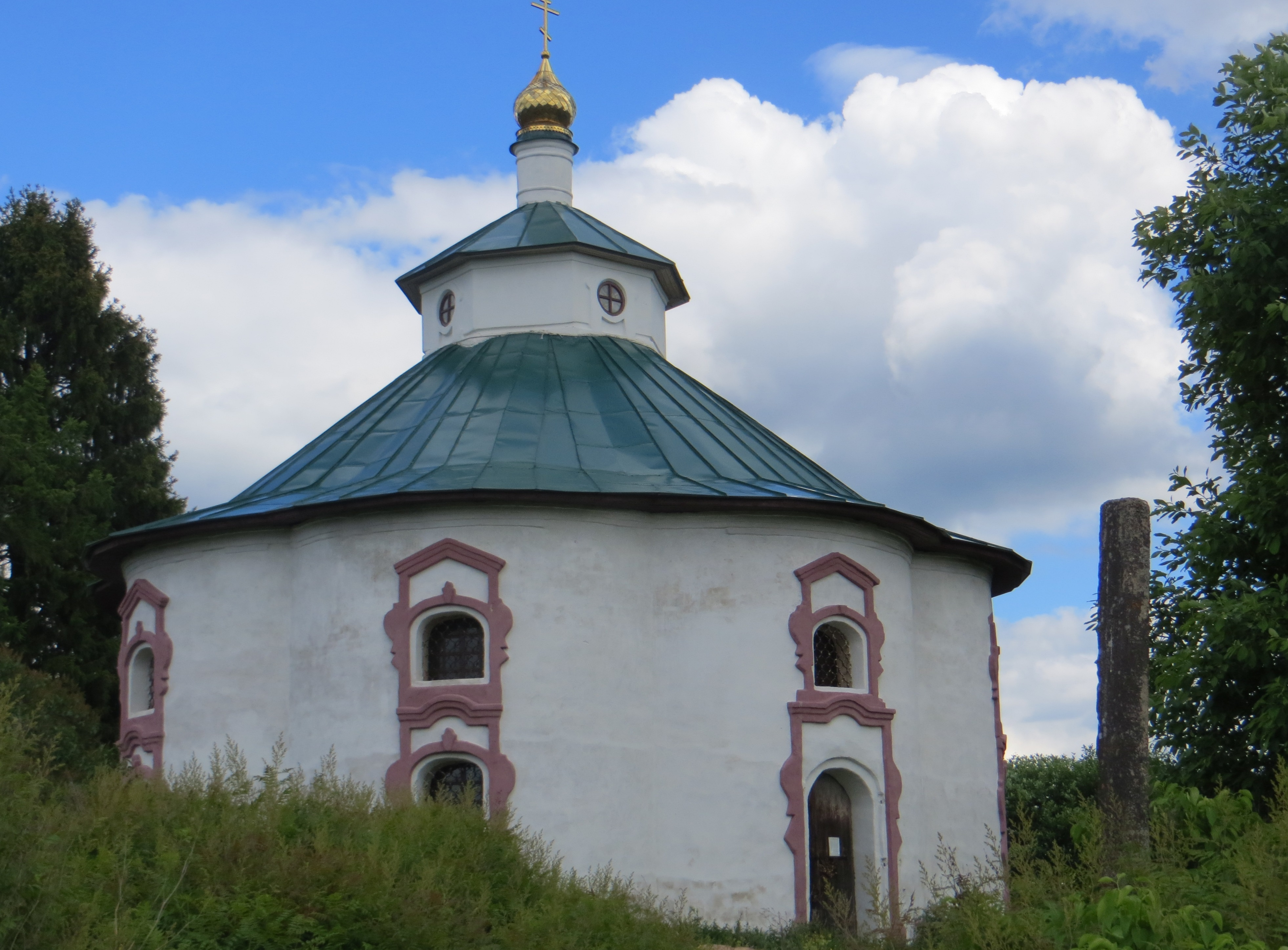
Богоявленская церковь на погосте Псовец. Современная фотография

## Население
| 2010 |
| ---- |
| 33   |